# Zuzana Martináková
Zuzana Martináková (ur. 5 maja 1961 w Púchovie) – słowacka polityk, dziennikarka, kandydatka w wyborach prezydenckich w 2009, liderka Wolnego Forum.

## Życiorys
Zuzana Martináková jest absolwentką Uniwersytetu Komeńskiego w Bratysławie. Pracowała w rozgłośni radiowej Slovenský rozhlas (1988–1993) i w BBC (1993–2001). Wstąpiła do SDKÚ, w wyborach parlamentarnych w 2002 uzyskała mandat poselski. Została wiceprzewodniczącą Rady Narodowej. Po konflikcie z Mikulášem Dzurindą w styczniu 2004 opuściła szeregi partii, współtworząc nową formację – Wolne Forum. W tym samym roku została przewodniczącą tego stronnictwa. W wyborach parlamentarnych w 2006 Wolne Forum zdobyło 3,47% głosów i nie przekroczyło progu wyborczego. W wyborach w 2010 bez powodzenia kandydowała z ramienia koalicji Únia – Strana pre Slovensko. W 2012 również bez powodzenia kandydowała do parlamentu.
Zuzana Martináková jest mężatką. Jej mąż Marián Bednár został dyrektorem w jednym z departamentów prezydenckiej w trakcie prezydentury Ivana Gašparoviča. Ma trzech synów.